# 直交化
直交化（ちょっこうか）とは、線型空間上にあるベクトルの組から、互いに直交するベクトルの組を生成することである。

## 手法
- グラム・シュミットの正規直交化法

## 第一原理バンド計算における直交化
通常のバンド計算では、行列要素の対角化を行い、固有値（固有エネルギー）及び固有ベクトルを求める。この時、異なる固有値に属する固有ベクトルは互いに直交していなければならない。通常の対角化手法（対角化ルーチン）を用いた場合、対角化ルーチンの内部で直交性を満たすように計算がされている。しかし、カー・パリネロ法のように通常の対角化手法を用いないバンド計算では、この固有ベクトル同士の直交性を満たすことが必要となり，通常はグラムシュミットの直交化による方法が使われる。他の直交化手法として、Löwdinの直交化（レフディンの直交化）がある（カー・パリネロ法では、あまり使われない）。
一方、扱う系が大きくなると直交化には多くの計算量が必要となるので、直交化の計算を行わないバンド計算手法も提案されている。